# Kieran Culkin

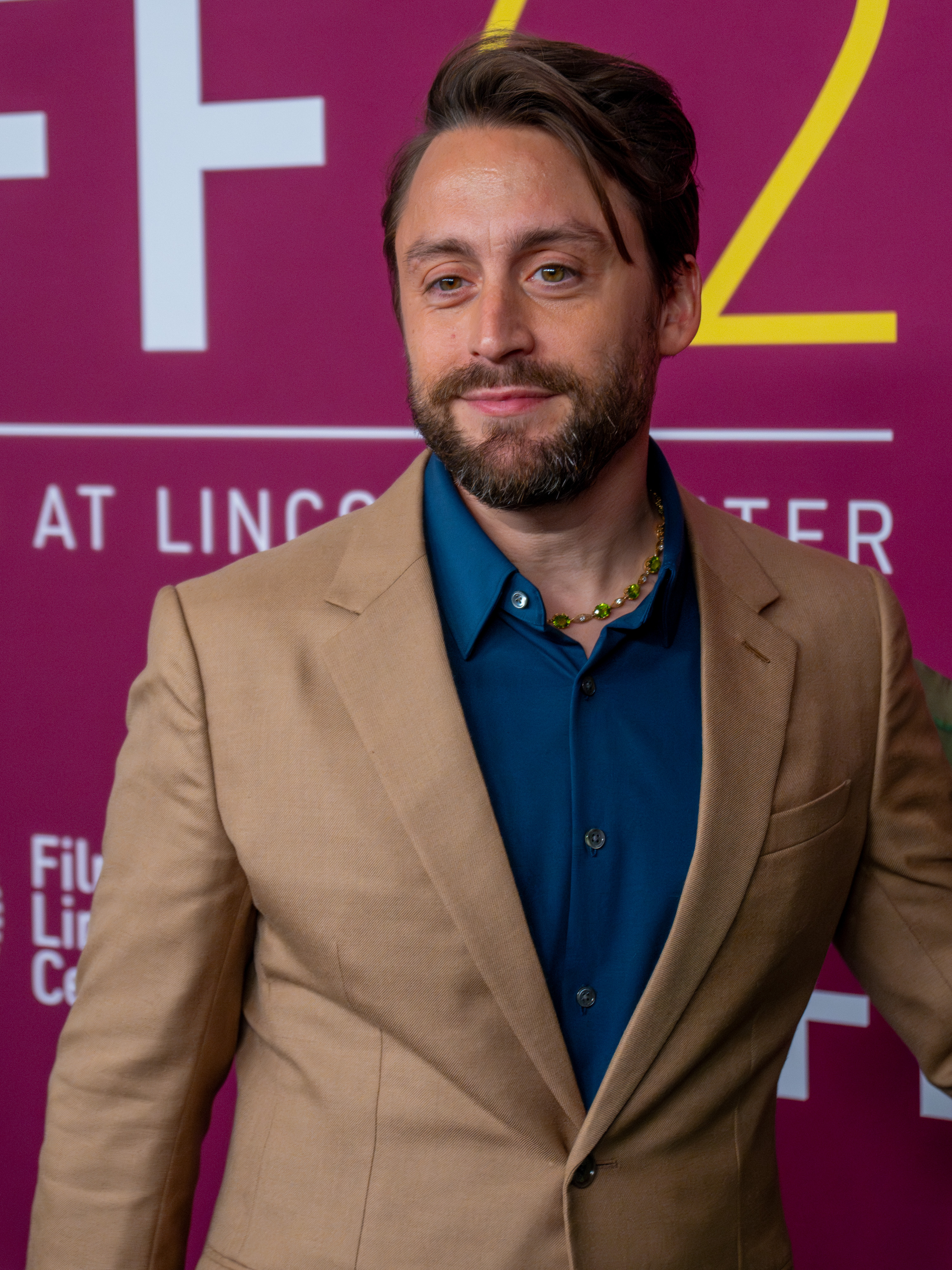
Kieran Culkin (2024)

Kieran Kyle Culkin (* 30. September 1982 in New York City, New York) ist ein US-amerikanischer Film- und Theaterschauspieler. Bei der Oscar-Verleihung 2025 gewann er den Oscar als bester Nebendarsteller.

## Leben
Kieran Culkin wurde 1982 als Sohn des Filmschauspielers Christopher „Kit“ Culkin und Patricia Brentrup geboren. Fünf seiner sieben Geschwister sind ebenfalls Schauspieler, von denen Macaulay besonders bekannt ist. Seine anderen Geschwister sind Rory, Dakota, Quinn, Shane, Christian und Jennifer. Dakota starb im Jahr 2008 im Alter von 29 Jahren, als sie beim Überqueren einer Straße von einem Auto angefahren wurde.
Sein Debüt als Filmschauspieler gab Culkin 1990 in Kevin – Allein zu Haus als einer der Cousins der von seinem Bruder Macaulay gespielten Hauptfigur. Auch in der Fortsetzung Kevin – Allein in New York wirkte er mit. Weitere Filmauftritte folgten jährlich. Parallel zu seiner Arbeit vor der Filmkamera stand er auch auf Theaterbühnen. Eines seiner letzten Engagements fand im März 2005 am Broadway statt. Hier wirkte er an der Seite von Anna Paquin in After Ashley mit. Nach vier Jahren Filmpause begann er 2006 wieder mit Filmdrehs: Margaret an der Seite von Anna Paquin und Matt Damon. Es schlossen sich weitere Filmauftritte an. Zwischen 2018 und 2023 spielte er eine tragende Rolle in der Serie Succession, für die er mit einem Golden Globe Award und einem Emmy ausgezeichnet wurde. Für seine Rolle des Benji Kaplan in A Real Pain (2024) wurde er unter anderem mit dem Oscar als bester Nebendarsteller ausgezeichnet.
Im Sommer 2025 wurde Culkin Mitglied der Academy of Motion Picture Arts and Sciences.

## Filmografie (Auswahl)
- 1990: Kevin – Allein zu Haus (Home Alone)
- 1991: Mama, ich und wir zwei (Only the Lonely)
- 1991: Vater der Braut (Father of the Bride)
- 1992: Kevin – Allein in New York (Home Alone 2: Lost in New York)
- 1993: Ohne Ausweg (Nowhere to Run)
- 1994: Vorsicht Nachbarn (It Runs in the Family)
- 1995: Ein Geschenk des Himmels – Vater der Braut 2 (Father of the Bride Part II)
- 1996: Frasier (Fernsehserie, Folge 4x03, Stimme)
- 1996: Amanda – Das Wunderpferd (Amanda)
- 1998: The Mighty – Gemeinsam sind sie stark (The Mighty)
- 1999: Eine wie keine (She’s All That)
- 1999: Music of the Heart
- 1999: Gottes Werk & Teufels Beitrag (The Cider House Rules)
- 1999: Kampf der Kobolde – Die Legende einer verbotenen Liebe (The Magical Legend of the Leprechauns, Fernsehfilm)
- 2002: Igby (Igby Goes Down)
- 2002: Lost Heaven
- 2008: Lymelife
- 2009: Paper Man – Zeit erwachsen zu werden (Paper Man)
- 2010: Scott Pilgrim gegen den Rest der Welt (Scott Pilgrim vs. the World)
- 2011: Margaret
- 2013: Movie 43
- 2015: Fargo (Fernsehserie, 2 Folgen)
- 2016: Wiener Dog
- 2018–2023: Succession (Fernsehserie, 39 Folgen)
- 2020: Father of the Bride Part 3 (ish) (Kurzfilm)
- 2022–2024: Solar Opposites (Fernsehserie, 7 Folgen, Stimme)
- 2021: No Sudden Move
- 2023: Scott Pilgrim hebt ab (Scott Pilgrim Takes Off, Fernsehserie, 8 Folgen, Stimme)
- 2024: A Real Pain
- 2025: Animal Farm (Stimme)

## Auszeichnungen
British Academy Film Award
- 2025: Auszeichnung als Bester Nebendarsteller für A Real Pain[4]

Critics’ Choice Movie Award
- 2025: Auszeichnung als Bester Nebendarsteller für A Real Pain

Emmy
- 2020, 2022: Nominierung als Bester Nebendarsteller in einer Dramaserie für Succession
- 2023: Auszeichnung als Bester Hauptdarsteller in einer Dramaserie für Succession

Golden Globe
- 2003: Nominierung als Bester Hauptdarsteller – Komödie oder Musical für Igby
- 2019, 2020, 2022: Nominierung als Bester Nebendarsteller – Serie, Mini-Serie oder TV-Film für Succession
- 2024: Auszeichnung als Bester Hauptdarsteller – Serie, Mini-Serie oder TV-Film für Succession
- 2025: Auszeichnung als Bester Nebendarsteller für A Real Pain

Independent Spirit Award
- 2025: Auszeichnung für die Beste Nebenrolle für A Real Pain[5]

London Critics’ Circle Film Award
- 2025: Auszeichnung als Bester Nebendarsteller (A Real Pain)[6]

Los Angeles Film Critics Association Award
- 2024: Auszeichnung als Bester Nebendarsteller (A Real Pain)[7]

National Society of Film Critics Award
- 2025: Auszeichnung als Bester Nebendarsteller für A Real Pain[8]

National Board of Review Award
- 2024: Auszeichnung als Bester Nebendarsteller für A Real Pain[9]

New York Film Critics Circle Award
- 2024: Auszeichnung als Bester Nebendarsteller für A Real Pain[10]

Online Film Critics Society Award
- 2025: Nominierung als Bester Nebendarsteller für A Real Pain[11]

Oscar
- 2025: Auszeichnung als Bester Nebendarsteller für A Real Pain[2]

Screen Actors Guild Award
- 2025: Auszeichnung als Bester Nebendarsteller für A Real Pain